# إيما جونز (كاتبة)
إيما جونز (بالإنجليزية: Emma Jones)‏ هي كاتِبة وشاعرة أسترالية، ولدت في 1977 في سيدني في أستراليا.